# Memphis (police de caractères)
 (avril 2017).
Si vous disposez d'ouvrages ou d'articles de référence ou si vous connaissez des sites web de qualité traitant du thème abordé ici, merci de compléter l'article en donnant les références utiles à sa vérifiabilité et en les liant à la section « Notes et références ».
Pour les articles homonymes, voir Memphis.
Memphis est une police de caractères à empattement de bloc, conçue en 1929 par le docteur Rudolf Wolf et à l’origine par la fonderie Stempel.
Memphis est une police à empattement de bloc « géométrique », reflétant le style de sans-empattements géométriques allemands (en particulier Futura) qui avait attiré l’attention. Sa structure est strictement monoligne, dans un cercle presque parfait.
Memphis a un nom égyptien, en référence au fait que les premières polices d’écriture à empattement de bloc étaient souvent appelés des « égyptiennes », rappelant la typographie du XIXe siècle.